# Game Developers Choice Awards

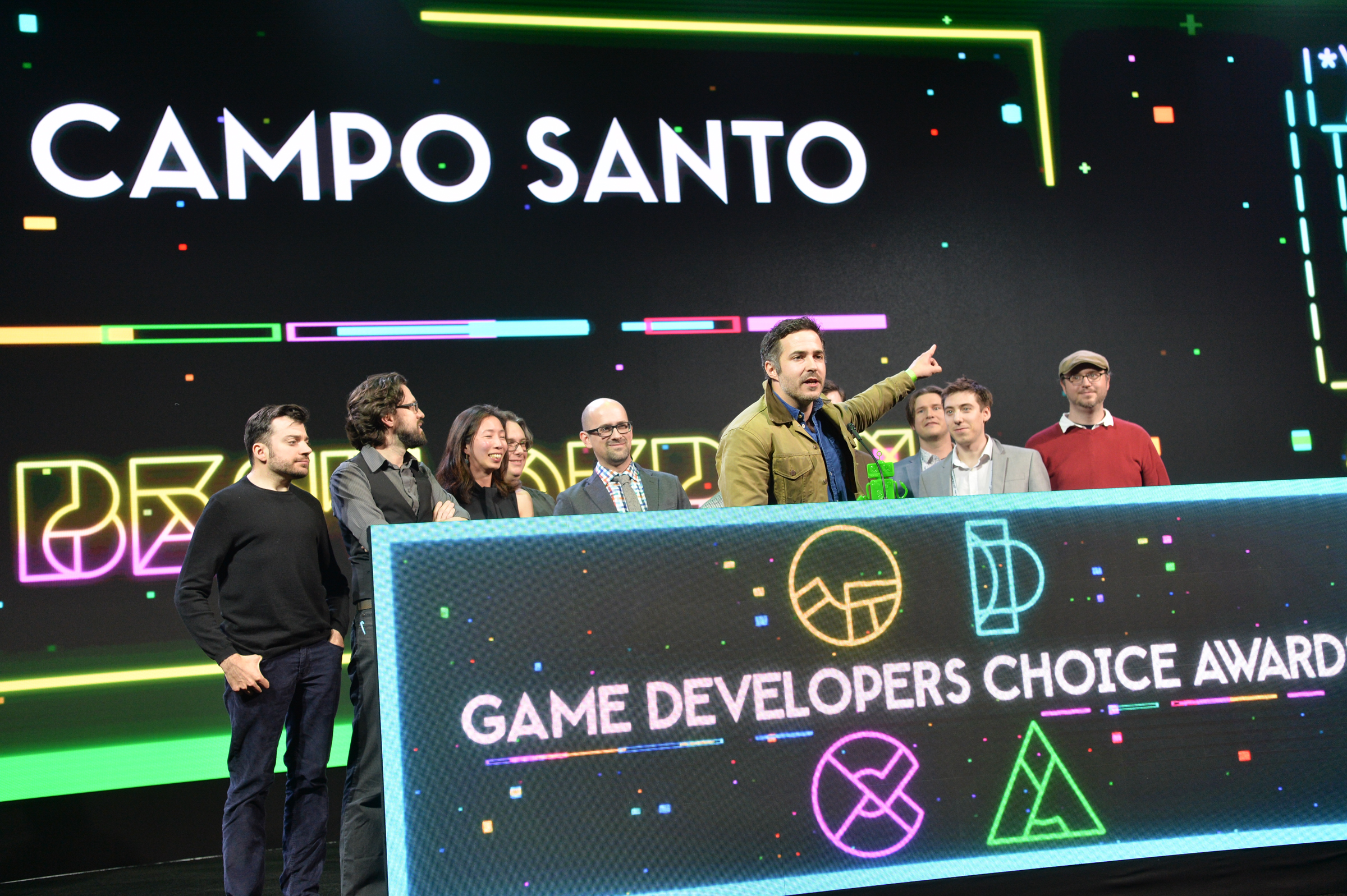
Członkowie Campo Santo - firmy wydającej gry przyjmujący nagrodę GDCA

Game Developers Choice Awards (GDCA) – coroczne rozdanie nagród dla wyróżniających się gier komputerowych oraz ich producentów. Odbywa się podczas Game Developers Conference od 2001. Pierwowzorem GDCA były ceremonie przyznania nagród Spotlight Awards, które odbywały się w późnych latach 90. XX wieku.

## Gry roku
| Rok  | Tytuł                                   | Producent                   | Projektant                                                               | Kraj produkcji    | Źródło |
| ---- | --------------------------------------- | --------------------------- | ------------------------------------------------------------------------ | ----------------- | ------ |
| 2000 | The Sims                                | Maxis                       | Will Wright                                                              | Stany Zjednoczone | [ 2 ]  |
| 2001 | Grand Theft Auto III                    | DMA Design                  | Craig Filshie, William Mills, Chris Rothwell, James Worrall              | Wielka Brytania   | [ 3 ]  |
| 2002 | Metroid Prime                           | Retro Studios               | Mark Pacini                                                              | Stany Zjednoczone | [ 4 ]  |
| 2003 | Star Wars: Knights of the Old Republic  | BioWare Corporation         | James Ohlen                                                              | Stany Zjednoczone | [ 5 ]  |
| 2004 | Half-Life 2                             | Valve Corporation           | brak danych                                                              | Stany Zjednoczone | [ 6 ]  |
| 2005 | Shadow of the Colossus                  | Sony Computer Entertainment | Fumito Ueda                                                              | Japonia           | [ 7 ]  |
| 2006 | Gears of War                            | Epic Games                  | Cliff Bleszinski                                                         | Stany Zjednoczone | [ 8 ]  |
| 2007 | Portal                                  | Valve Corporation           | Eric Wolpaw, Chet Faliszek (scenariusz)                                  | Stany Zjednoczone | [ 9 ]  |
| 2008 | Fallout 3                               | Bethesda Game Studios       | Todd Howard (reżyser), Emil Pagliarulo (gł. projektant)                  | Stany Zjednoczone | [ 10 ] |
| 2009 | Uncharted 2: Pośród złodziei            | Naughty Dog                 | Bruce Straley (reżyser), Amy Hennig (creative director)                  | Stany Zjednoczone | [ 11 ] |
| 2010 | Red Dead Redemption                     | Rockstar San Diego          | Christian Cantamessa                                                     | Stany Zjednoczone | [ 12 ] |
| 2011 | The Elder Scrolls V: Skyrim             | Bethesda Game Studios       | Todd Howard (reżyser), Bruce Nesmith (gł. projektant)                    | Stany Zjednoczone | [ 13 ] |
| 2012 | Podróż                                  | Thatgamecompany             | Jenova Chen (creative director)                                          | Stany Zjednoczone | [ 14 ] |
| 2013 | The Last of Us                          | Naughty Dog                 | Bruce Straley (reżyser), Neil Bruckmann (creative director)              | Stany Zjednoczone | [ 15 ] |
| 2014 | Śródziemie: Cień Mordoru                | Monolith Productions        | Michael de Plater                                                        | Stany Zjednoczone | [ 16 ] |
| 2015 | Wiedźmin 3: Dziki Gon                   | CD Projekt RED              | Damien Monnier, Michał Dobrowolski                                       | Polska            | [ 17 ] |
| 2016 | Overwatch                               | Blizzard Entertainment      | Jeremy Craig, Michael Elliott, Scott Mercer                              | Stany Zjednoczone | [ 18 ] |
| 2017 | The Legend of Zelda: Breath of the Wild | Nintendo                    | brak danych                                                              | Japonia           | [ 19 ] |
| 2018 | God of War                              | Santa Monica Studio         | Derek Daniels                                                            | Stany Zjednoczone | [ 20 ] |
| 2019 | Untitled Goose Game                     | House House                 | Stuart Gillespie-Cook, Nico Disseldorp, Michael McMaster, Jacob Strasser | Australia         | [ 21 ] |
| 2020 | Hades                                   | Supergiant Games            | Amir Rao, Gavin Simon, Greg Kasavin, Eduardo Gorinstein, Alice Lai       | Stany Zjednoczone | [ 22 ] |
| 2021 | Inscryption                             | Daniel Mullins Games        | Daniel Mullins                                                           | Kanada            | [ 23 ] |
| 2022 | Elden Ring                              | FromSoftware                | Yosuke Kayugawa, Ryu Matsumoto                                           | Japonia           | [ 24 ] |
| 2023 | Baldur’s Gate III                       | Larian Studios              | Nick Pechenin, Edouard Imbert, Farhang Namdar                            | Belgia            | [ 25 ] |